# Мухаммад Али Шах
Мухаммад Али Шах, также известен как Абул Фатх Муин уд-Дин Сулейман уз-Заман Науширван-и-Адил, Мухаммад Али Шах Бахадур
(урду محمّد علی شاہ‎; ок. 1777 — 7 мая 1842) — третий наваб Ауда (7 июля 1837 — 7 мая 1842). Сын Саадат Али-хана II, шестого наваба-вазира Ауда.

## Биография
Родился около 1777 года в Лакхнау. Третий сын Саадат Али-хана II (ок. 1752—1814), шестого наваба-вазира Ауда (1798—1814). Носил титул — Насир ад-Даула.
7 июля 1837 года после смерти племянника Мухаммад Али Шаха, Насир уд-Дина Хайдер Шаха (1803—1837), 2-го короля Ауда (1827—1837), в княжестве наступил кризис престолонаследования. Царица-мать, Падшах Бегум, посадила принца Мунну Джана на королевский трон, но он не был признан членом королевской семьи. Британцы вмешались, посадив в тюрьму Падшах Бегум и Мунну Джана. Они возвели на королевский престол принца Мухаммада Али-шаха, третьего сына Саадат Али-хана II.
Мухаммад Али Шах построил храм Хурра в Кербеле .
Он скончался 7 мая 1842 года во дворце Фархат-Бахш в Лакхнау и был похоронен в мавзолее Чхота Имамбара (Имамбара Хусейнабад Мубарак).
- Корона Мухаммада Али Шаха Бахадура, хранящаяся в Чхота Имамбаре
- Чхота Имамбара в Лакхнау

## Жены и дети
у Мухаммада Али Шаха было три главных и двенадцать временных жен, от которых у него родились десять сыновей и восемь дочерей.

### Главные жены
- 1-я жена — Наваб Палшах Бегум Султана Боа, дочь шахзаде Мирзы Мухаммада Сулеймана Шикоха Бахадура из династии Великих Моголов
- 2-я жена — Малика-и-Афак Муггадара Азма Мумтаз уз-Заман Наваб Джахан Ара Бегум Сахиба (Кхету Бегум (? — 20 октября 1850), дочь могольского сановника из Дели, Имама ад-Даулы, Наваба Мухаммада Имам уд-Дина Хана Бахадура.
- 3-я жена — Малика-и-Джахан Фахр уз-Заман Наваб Тадж ун-Ниса Хамида Султан Бегум Сахиба (? — 9 июля 1881).

### Дети
- Насир ад-Даула, Наваб Мирза Асгар Али Бахадур
- Наваб Умрао Бабур Мирза Бахадур (? — 2 июня 1889)
- Шахзаде Азим уш-Шан, Мирза Мухаммад Таки Али Бахадур (до 1818 — 15 июля 1881)
- Наваб Амир Бабур Мирза Бахадур (? — до 1889)
- Шахзаде Сурайя Джах, Мирза Амджад Али Бахадур, также известен как Амджад Али Шах (ок. 1801 — 13 февраля 1847), 4-й король Ауда (1842—1847)
- Хуррам Бахт, Мирза Мухаммад Яхья Али Бахадур (до 1820 — 31 декабря 1906)
- Шахзаде Рафи уш-Шан, Мирза Мухаммад Али Наки Бахадур (1818—1890)
- Шахзаде Хумаюн Бахт, Мирза Мухаммад Али Бахадур (? — 12 июня 1852)
- Шахзаде Фархунда Бахт, Мирза Мухаммад Али Бахадур (? — до 1889)
- Наваб Вазир Бабур Мирза Бахадур (? — до 1889)

- Наваб Джанаб Асия Бегум Сахиба
- Наваб Султан-и-Алия Бегум Сахиба (ок. 1804 — 3 июня 1857)
- Наваб Султан Рошан Ара Бегум Сахиба
- Наваб Зинат ун-Ниса Бегум Сахиба
- Наваб Гоухар Ара Бегум Сахиба
- Наваб Султан Бегум Сахиба
- Наваб Фахр ун-Ниса Бегум Сахиба
- Наваб Зеб ун-Ниса Бегум Сахиба.